# Pučka škola
Pučka škola (njem. Volksschule), povijesni oblik obrazovne ustanove osnovnog školstva u zemljama njemačkog govornog područja ili povijesnog utjecaja. Bila je namijenjena školovanju pučanstva na selima i predstavljala je prvi stupanj obrazovanja.
Tijekom druge polovice 20. stoljeća pristup pučkih škola u Njemačkoj, Austriji i Švicarskoj zamijenjen je osnovnim školama, koje su u većini država odgojno-obrazovna zakonska obveza svakog njezinog državljanina.

## Povijest
Katolički redovnički red benediktinaca još je u ranom srednjem vijeku otvarao škole unutar samostana.
Srednjovjekovno Sveto Rimsko Carstvo utemeljilo je, vođeno smjernicama Četvrtoga lateranskog sabora Katoličke Crkve o obrazovanju i prosvjećenju budućih svećenika, crkvene škole u kojima su se obrazovali budući klerici. Po uzoru na njih, tijekom Protestanske Reformacije osnivaju se nedjeljne ili sabatske škole sa sličnim zadaćama i ciljevima.
Prve svjetovne pučke škole otvaraju se u zamahu pijetističkog pokreta u kasnom 17. stoljeću. Pruski vladar Fridrik Viliam I. potaknut idejama prosvijećena apsolutizma uvodi osnovno obrazovanje za svu djecu između 7. i 12. godine starosti, koja su u školama trebala steći vještine čitanja, pisanja i poznavanja katekizma. Prvi zakon o pučkoškolstvu donio je Fridrik II. Veliki 1763. godine, a napisao ga je bogoslov Johann Julius Hecker.

## Vanjske poveznice
- Iz Zakona o uređenju pučke nastave i obrazovanja učitelja u kraljevinah Hrvatskoj i Slavoniji od 31. listopada 1888. godine priredila: Vesna Šredl